# Зонд Брейсвелла
Зонд Брейсвелла — гіпотетична концепція відправки автономного міжзоряного зонда для встановлення контакту з позаземними цивілізаціями. Запропонований американським ученим Рональдом Брейсвеллом в 1960 році, як альтернатива спробам встановлення радіо-контакту між віддаленими один від одного цивілізаціями.
Зонд Брейсвелла, на думку авторів гіпотези, являє собою автономний роботизований міжзоряний зонд, що володіє розвиненим штучним інтелектом і всім набором знань та інформації, що можуть становити інтерес для інших цивілізацій.
Концепція такого зонда неодноразово знаходила застосування в фантастиці (наприклад, в романах Артура Кларка), а також для гіпотез, що пояснюють ряд радіоастрономічних феноменів. Так, гіпотеза залучалася для пояснення феномена радіоехо з тривалими затримками (виявленими в 1920-ті роки). Один з прихильників цієї гіпотези, шотландський любитель Д. Лунан, в 1974 р. заявив, що, згідно зробленими ним розрахунками, зонд прибув в Сонячну систему 13 тисяч років тому із зірки Епсилон Волопаса. Інші прихильники цієї гіпотези пропонували інші варіанти розшифровки передбачуваного коду інтервалів запізнювання в радіоехо, а як зірку, з якою прилетів зонд, називали інші системи, зокрема, Проціон. Істотно відзначити, що феномен радіоеха з тривалими затримками досі не знайшов наукового пояснення.